# Södermanlands runinskrifter 148
Runinskrift Sö 148 är en runsten som står på sin ursprungliga plats utanför Inneberga i Runtuna socken och Nyköpings kommun i Södermanland.

## Stenen
Stenen står en knapp kilometer norr om Inneberga och i kanten av en åker, ungefär där väg 223 korsar en bäck. Den hittades där 1835 liggande i bäckfåran, plockades upp och restes på flödets södra sida. Förutom ett minnesmärke är den således en gammal brosten. Ornamentiken visar en runslinga, möjligen en orm, som ringlar utmed stenens ytterkant. Trots att dess yta är beväxt med saltlav, så kan man i dess övre del tyda ett flätat ringkors. Stenen är rest av sönerna till en fader som försvunnit på en vikingaresa i österled, långt nere i Gårdarike. Sista meningens ord: "Han avled österut", är ristade med stavlösa runor. Den från runor translittererade inskriften följer nedan:

## Inskriften
Nusvenska: Tjudulv, Boe, de reste denna sten efter Farulv, sin fader. Han avled österut i Gårdarike.

## Källa
- Runstenar i Södermanland, red. Ingegerd Wachtmeister, Södermanlands museum, 1984, ISBN 91-85066-52-4